# Robert Jocelyn, III conte di Roden
Robert Jocelyn, III conte di Roden (27 ottobre 1788 – Edimburgo, 20 marzo 1870), è stato un politico irlandese.

## Biografia
Era il figlio di Robert Jocelyn, II conte di Roden, e di sua moglie, Frances Theodosia Bligh, figlia del reverendo Robert Bligh.

## Carriera
Un conservatore ardente, Jocelyn era un deputato per County Louth (1806-1807 e 1810-1820), quando successe al padre alla contea. Nel marzo 1812 divenne un consigliere privato e nominato Tesoriere della Casa. Nel luglio 1812 fu fatto viceciambellano.
Nel 1821 fu creato barone Clanbrassil, entrando nella Camera dei lord. Nel 1858 divenne consigliere privato irlandese.
Nonostante la carriera politica, egli è ricordato soprattutto per il suo forte sostegno alla causa protestante nel nord dell'Irlanda e altrove. Ha sostenuto società religiose come la Hibernian Bible Society, la Sunday School Society,l'Evangelical Alliance e la Protestant Orphan Society. Era un leader importante dell'Ordine di Orange, arrivando al grado di Gran Maestro.

## Matrimoni

### Primo Matrimonio
Sposò, il 9 gennaio 1813, Maria Frances Catherine Stapleton (1793-25 febbraio 1861), figlia di Thomas Stapleton, XVI barone le Despencer. Ebbero sei figli:
- Lady Elizabeth Frances Charlotte Jocelyn (?-2 settembre 1884), sposò Richard Wingfield, VI visconte Powerscourt, ebbero tre figli;
- Robert Jocelyn, visconte Jocelyn (20 febbraio 1816-12 agosto 1854);
- Lady Maria Jocelyn (?-17 marzo 1894), sposò Charles Forester, non ebbero figli;
- John Jocelyn, V conte di Roden (5 giugno 1823-3 luglio 1897);
- Lady Frances Jocelyn (?-12 maggio 1885), sposò Charles Noel, I conte di Gainsborough, ebbero due figli;
- William Nassau Jocelyn (23 ottobre 1832-11 novembre 1892), sposò Cecilia Mary Elliot, non ebbero figli.

### Secondo Matrimonio
Sposò, il 16 agosto 1862, Clementina Janet Andrews (?-9 luglio 1903), figlia di Thomas Andrews. Non ebbero figli.

## Morte
Morì il 20 marzo 1870 a Edimburgo.